# Валери Каров
Валерий Каров е бивш български футболист, централен защитник. Роден е на 11 април 1963 г. във Варна.
Играл е за Черно море и Спартак (Варна). Има 78 мача с 2 гола за „моряците“ в А група и 75 срещи в Б група. За „соколите“ записва 20 участия в А група. Един от двата си гола в елита Каров бележи през сезон 1984/85 при домакинска победа на Черно море с 5:0 над Берое (Стара Загора).